# 敷香町
敷香町（しすかちょう）は、日本の領有下において樺太に存在した町。
当該地域の領有権に関する詳細は樺太の項目を、現状に関してはサハリン州の項目を参照の事。現在、この地域にはロシア連邦がサハリン州ポロナイスク市を設置している。ただし、敷香町とポロナイスク市の領域は一致しない。現状については、「ポロナイスク」の項目を参照。

## 概要

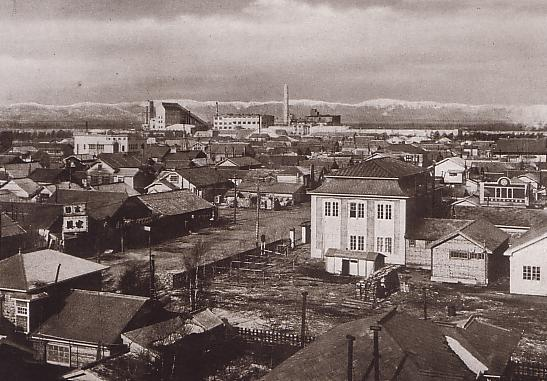
かつての敷香の街並み

南樺太北部の中心都市の一つ。支庁所在地であった。
敷香の読み方については、しすか、しきかなど様々な説がある。近年までNHKラジオ第2放送の気象通報ではしすかと呼ばれていた。内務省の告示ではしくかとされている。
「敷香」をアイヌは、シシカ（Siska）と呼んだが、一説に樺太アイヌ語で「シシ・トゥカリ（sis-tukari）」（山の手前、北海道アイヌ語では「シリ・トゥカリ（sir-tukari）」）であると言う。ニブフ語ではシッカ（S'ikka）であり、アイヌ語もしくはニブフ語の地名を和人が使うようになった。
敷香は、東海岸の北部の要地であり、幌内川の河口に臨んでいたため、樺太第一の原木積出港であり、また付近の炭鉱操業により、市況は隆盛を極めた。1935年（昭和10年）には日本人絹パルプ工場が操業を開始し、1936年（昭和11年）には東海岸線の鉄道が敷香まで延伸開通するなど急速に発展した。旅館は40軒、料理店・飲食店・カフェー等は100軒、映画館も町内で営業するなど、賑わいをみせていた。
日本の領有下においては、国境に面する事から軍事上重要な地域とみなされていた。1938年（昭和13年）時点では、国境から7キロメートル手前に半田沢警部補派出所があり、ここが事実上の国境警備の拠点となっていた。1938年（昭和13年）1月3日には、女優の岡田嘉子が作家の杉本良吉とともに同地を警官隊慰問の名目で訪れ、そのまま国境を越えてソビエト連邦へ入国する事件も発生した。
第二次世界大戦の前後には上敷香を中心とする町内各地に陸軍部隊が駐屯していた。また、上敷香には海軍の飛行場も存在していた。
第二次世界大戦末期の1945年（昭和20年）8月には、南樺太へソビエト連邦軍が侵攻し、日本陸軍部隊との間で激しい戦いが行われ、敷香町も戦渦に巻き込まれた（樺太の戦い）。敷香には日本軍の第88師団の戦闘指揮所が置かれ、参謀の一部が進出してきて戦闘と避難の指示にあたった。古屯など北部の国境付近で激しい戦闘が続くなか、上敷香は8月17日に緊急疎開命令が出され、全住民は日本軍のトラックによって輸送されて、市街地には火が放たれた。その後、ソ連軍機20機による空襲も続き、2,500戸の上敷香市街は全焼した。敷香からも8月13日以降に鉄道と日本軍のトラックによる避難が始まっていたが、各地から流入する避難民も多く、町内は混み合った。国境地帯で抵抗していた日本軍が停戦命令で武装解除されたことから、20日には敷香にも総引揚が発令され、残った民間人は助役らに率いられて徒歩で知取町方面へ避難を開始した。日本軍は内路川や知取川の橋などを破壊してソ連軍を阻止する計画であったが、避難民にも害が及ぶために破壊も戦闘も断念している。敷香市街は日本軍自身によって焼き払われ、大部分が焼失したとされるが、この火災は住民が避難する際の混乱による失火が原因であるとする引き揚げ者の証言もある。樺太の戦いによる敷香住民の死者は、厚生省資料によると約70人とされている。

## 地理
敷香支庁管内の最北に位置する町村の一つであり、また当時は日本最北の町であった。町の北端は当時の国境（北緯50度線）である。樺太の中心都市・豊原市からは鉄道で7時間近くかかった。
町内には多来加地方を中心にウィルタやニヴフ等の先住民族が多く居住しており、オタス（オタスの杜）には樺太で唯一の先住民族のための学校が設置されていた。
幌内低地にはツンドラ地帯が広がり、幌内川が流れる。幌内川は、その源流を北緯50度以北の北樺太に発し多来加湾に注ぐ大河で、その全長は320キロメートル。当時は日本唯一の国際河川とも呼ばれていた。幌内川河口の東には、幌内低地東部の大部分を占める多来加湖が広がっている。面積180平方キロメートルで、当時は国内第3位の広さを持つ湖沼であった。

河川
- 幌内川(露:река Поронай)
- 敷香川(露:река Леонидовка)
- 多蘭川(露:река Таранка)
- 初問川(露:река Матросовка)
- チョロナイ川(露:река Чёрная Речка)
- 古川(露:река Междуречная)
- 内川(露:река Тихменевка)
- シムタキ川(露:река Симушка)
- ダリー川
- ワビタイ川
- オクタイ川
- 花園川
- 苫沼川
- 新初問川
- トバ川
- コレア川
- 第二コレア川
- 第三コレア川
- 第四コレア川
- 保恵川
- 千輪川

## 歴史
- 1915年（大正4年）6月26日 - 「樺太ノ郡町村編制ニ関スル件」（大正4年勅令第101号）の施行により、敷香村、多来加村が行政区画として発足。敷香支庁が管轄。
- 1923年（大正12年）4月1日 - 多来加村が敷香村に編入。
- 1929年（昭和4年）7月1日 - 樺太町村制の施行により敷香村（二級町村）として発足。
- 1930年（昭和5年）7月1日 - 敷香村が町制施行して敷香町（二級町村）となる。
- 1933年（昭和8年）7月1日 - 一級町村となる。
- 1935年（昭和10年）6月 - 日本人絹パルプ工場、操業開始。
- 1936年（昭和11年） - 樺太鉄道（株）知取駅 - 敷香駅間（75.0キロメートル）が開業。
- 1943年（昭和18年）4月1日 - 「樺太ニ施行スル法律ノ特例ニ関スル件」（大正9年勅令第124号）が廃止され、内地編入。
- 1945年（昭和20年）8月22日 - ソビエト連邦により占拠される。
- 1949年（昭和24年）6月1日 - 国家行政組織法の施行のため法的に樺太庁が廃止。同日敷香町廃止。

## 町内の地名
- 敷香
- 中敷香（なかしすか）
- 江須（えす）
- 上敷香（かみしすか）
- 西里耶（にしりや）
- 中里耶（なかりや）
- 東里耶（ひがしりや）
- 佐知（さち／しゃちがれ）
- 駒問（こまとい）
- 大木（おおき）
- 初問（しょとい）
- 保恵（ほえ）
- 西保恵（にしほえ）
- 千輪街（ちりんがい）
- 亜屯（あとん）
- 気屯（けとん）
- 古屯（ことん）
- 多蘭（たらん）
- 幌見峠（ほろみとうげ）
- 半田（はんだ）
- 雁門（がんもん）
- 白石沢（しらいしざわ）
- 西ヶ岡（にしがおか）
- 西山峠（にしやまとうげ）
- 熊追沢（くまおいざわ）
- 岡本峠（おかもととうげ）
- 絹水沢（きぬみずざわ）
- 亜屯二股（あとんふたまた）
- 幌内網場（ほろないあみば）
- 熊野沢（くまのざわ）
- 嬉沢（うれしざわ）
- 知志代（ちしよ）
- 腕白（わんぱく）
- シツカハタ
- フラビタイ
- オタスの杜（オタスのもり）

旧多来加村地域
- 西多来加（にしたらいか）
- 東多来加（ひがしたらいか）
- 親株（おやかぶ）
- 氏錦（うじにしき）
- 西氏錦（にしうじにしき）
- 藻知矢（もちや）
- 植恋（うえこい）
- 東植恋（ひがしうえこい）
- 父瀬（ちちせ）
- 黒木（くろき）
- 藁葺（わらぶき）
- 毛売（けうり）
- 中ノ沢（なかのさわ）
- 西手牛（にしてうし）
- 中手牛（なかてうし）
- 東手牛（ひがしてうし）

旧遠岸村地域
- 池田（いけだ）
- 池田沢（いけだざわ）
- 高田（たかだ）
- 山鼻（やまはな）
- 這松（はいまつ）
- 二面所（にめんじょ）
- 富内（とみない）
- 武意加（むいか）
- 岩瀬（いわせ）
- 瀬戸影（せとかげ）
- 留久玉（るくたま）
- 遠岸（とおきし）
- 振戸（ふれと）
- 尾層（おそう）
- 鴨川（かもがわ）
- 清水（しみず）

不明
- 牡丹（ぼたん）
- 晴見（はるみ）

（）

## 経済

### 産業
- 日本人絹パルプ敷香工場 - 日本における最初の人絹パルプ専門工場。1932年（昭和7年）4月に敷香に設立され、翌1933年（昭和8年）に王子製紙が買収し、1935年（昭和10年）に操業を開始した。クラフト工場も隣接し建設が進められ、1936年（昭和11年）に操業を開始した。1940年（昭和15年）時点の国内クラフト紙生産設備能力は、王子製紙の落合工場の日産120トンに次ぐ75トンであった。落合・敷香の両工場で養成された多くの技術者は、戦前から戦後にかけて他企業に引き抜かれ、王子製紙のクラフト紙の寡占体制は崩れていった[11]。 日本人絹パルプ敷香工場全景

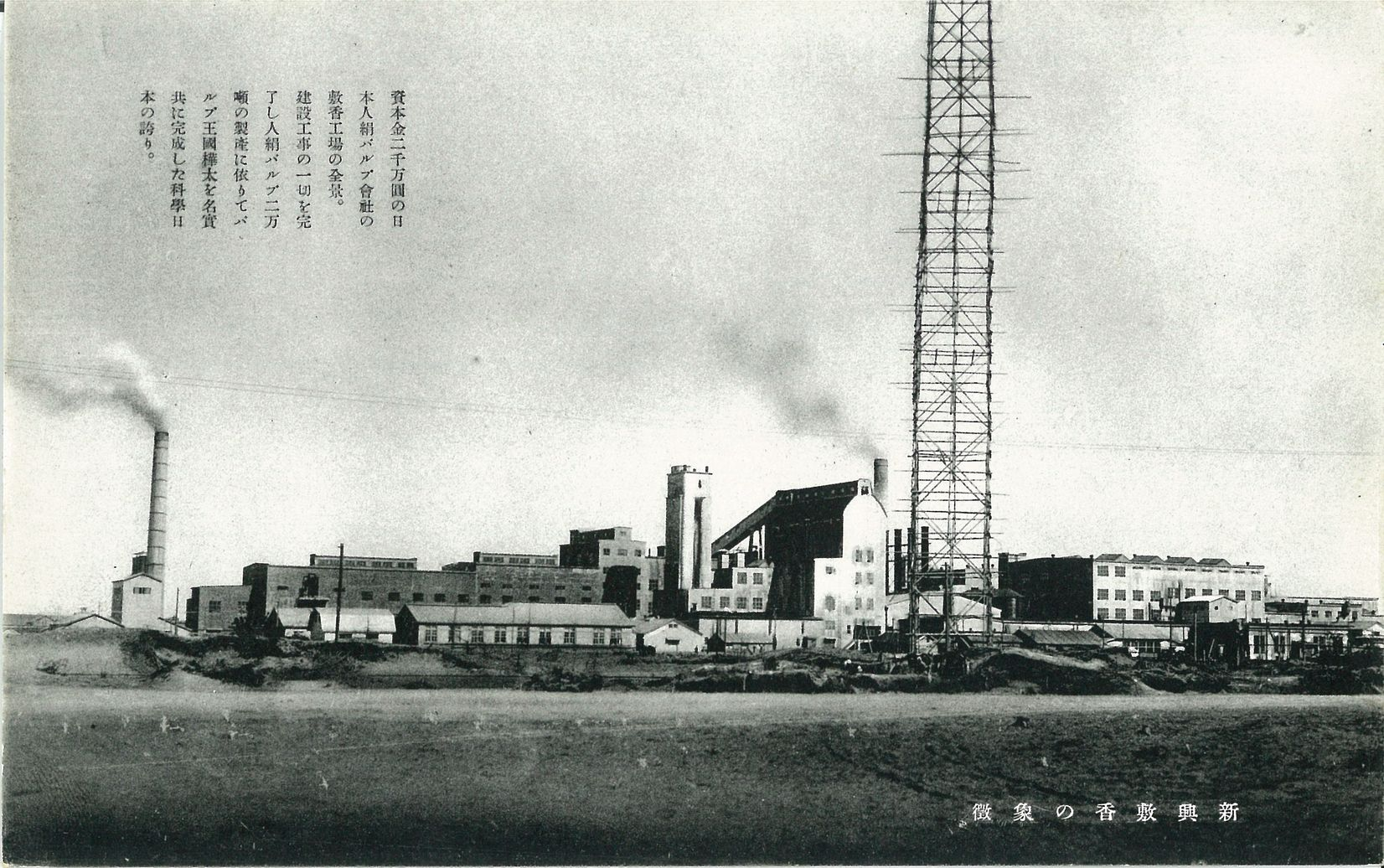
日本人絹パルプ敷香工場全景

- 樺太自動車会社
- 敷香トラック合同会社
- 敷香海陸運輸会社
- 敷香運輸会社
- 敷香合同運送会社
- 樺太ツンドラ工業会社
- 拓銀敷香支店
- 敷香信用組合

## 地域

### 教育
以下の学校一覧は1945年（昭和20年）4月1日現在のもの。

#### 国民学校
- 樺太公立敷香第一国民学校
- 樺太公立敷香第二国民学校
- 樺太公立敷香第三国民学校
- 樺太公立上敷香国民学校
- 樺太公立中敷香第一国民学校
- 樺太公立中敷香第二国民学校
- 樺太公立気屯国民学校
  - 古屯分教場
- 樺太公立中気屯国民学校
- 樺太公立幌内国民学校
- 樺太公立千輪国民学校
- 樺太公立大和国民学校
- 樺太公立保恵国民学校
- 樺太公立初問第一国民学校
- 樺太公立初問第二国民学校
- 樺太公立大木国民学校
- 樺太公立駒問国民学校

#### 中等学校
- 樺太庁敷香中学校
- 樺太公立敷香高等女学校
- 樺太公立敷香商業学校
- 樺太公立敷香農業学校

#### 神社
- 敷香神社
- 建国神社

## 交通

### 鉄道
- 鉄道省樺太鉄道局
  - 樺太東線：（内路村） - 敷香駅 - 中敷香駅 - 江須駅 - 上敷香駅 - 大木駅 - 初問駅 - 保恵駅 - 千輪駅 - 亜屯駅 - 気屯駅 - 古屯駅 敷香駅全景

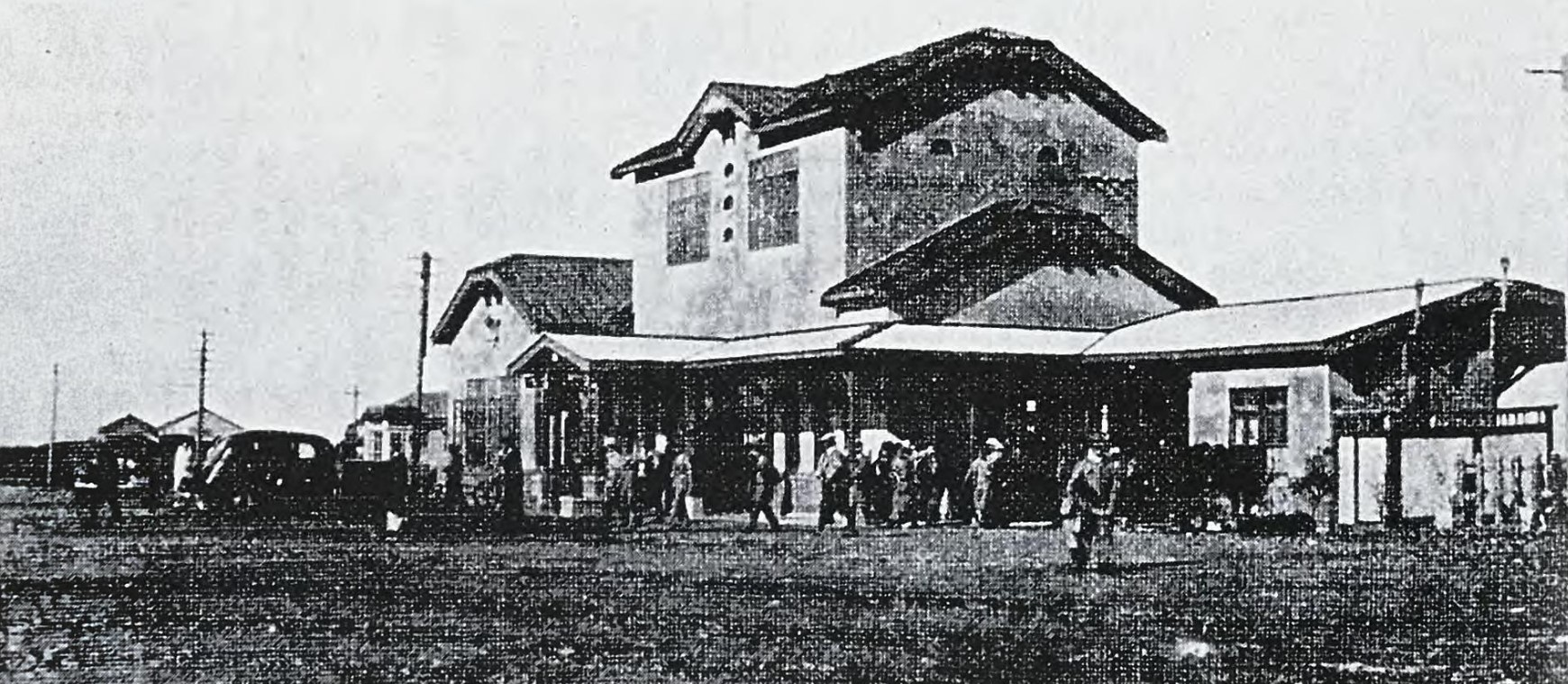
敷香駅全景

- 三井鉱山内川炭鉱軌道：敷香駅 - 中敷香駅 - 内川駅
- 樺太セメント工業石灰山軌道：古屯駅 - 雁門駅 - 西山駅

## 出身者
- 大鵬幸喜（元横綱・元相撲部屋親方）
- 北川源太郎（ダーヒンニェニ・ゲンダーヌ＝ウィルタ民族）
- 花守信吉（白瀬矗南極探検隊隊員、アイヌ文化伝承者）
- 大塚陽子（歌人）